# 19 de març
El 19 de març és el setanta-vuitè dia de l'any del calendari gregorià i el setanta-novè en els anys de traspàs. Queden 287 dies per a finalitzar l'any.

## Esdeveniments
Països Catalans
- 1869 - Barcelona: S'entrena al Teatre de l'Odèon Les heures del mas, de Frederic Soler.[1]
- 1882 - Barcelona: posen la primera pedra del temple expiatori de la Sagrada Família.
- 1905 - Reus: vinculat al Centre de Lectura, s'instal·là un escenari per a les representacions de la Secció Dramàtica, el que seria el primer teatre de l’entitat, creat per iniciativa d’un grup d’aficionats i per subscripció popular.[2]
- 1919 - Barcelona: se celebra el míting de la plaça de toros de les Arenes en què la CNT donà per finalitzada la Vaga de la Canadenca.
- 1925 - Barcelona: Richard Strauss dirigeix la Banda Municipal de Barcelona a la plaça de Sant Jaume, que interpreta el seu poema Mort i Transfiguració.[3]
- 1931 - Per la unió del Partit Republicà Català, el grup de L'Opinió i Estat Català, és fundat a la Conferència d'Esquerres, el partit Esquerra Republicana de Catalunya.[4]
- 1937 - Castellar del Vallès: Entra en curs la moneda de Castellar del Vallès.
- 1951 - Vilanova i la Geltrú: Es funda el Club Patí Vilanova.
- 1970 - Sabadell: s'estrena la versió coreogràfica del Ball de Gitanes de Rubí, d'Albert Sans, al Teatre la Faràndula.[5]

Resta del món
- 1212 - Assís (actual Itàlia): Clara d'Assís i Francesc d'Assís funden l'orde de les clarisses, segons el model franciscà.
- 1812 - Cadis (Espanya): les Corts proclamen la Constitució espanyola, de caràcter liberal i antiabsolutista.[6]
- 1911 - Se celebra per primer cop el Dia Internacional de la Dona: Un milió de dones es manifesten a Europa (Alemanya, Àustria, Dinamarca, Suïssa…).
- 2019 - Osloː El Premi Abel de matemàtiques, concedit per primer cop a una dona, Karen Uhlenbeck.[7]

## Naixements
Països Catalans
- 1809 - Sueca, Ribera Baixa: Josep Bernat i Baldoví, escriptor valencià en català (m. 1864).
- 1811 - Tarragona: Maria Josepa Massanés i Dalmau, escriptora i poeta catalana (m. 1887).[8]
- 1867 - València: Juan Zapater, pintor i il·lustrador valencià (m. 1922).
- 1872:
  - Castellbell i el Vilar (Bages): Magdalena Calonge i Panyella, practicant catalana de la teosofia (m. 1955).[9]
  - Olot: Josep Berga i Boada pintor català, fill del conegut Josep Berga i Boix, de qui va seguir l'estil (m. 1924).[10]
- 1880 - Santa Coloma de Queralt, Conca de Barberà: José Nogué Massó, pintor català (m. 1973).
- 1883 - Terrassa: Teresa Romero Domingo, pintora catalana autodidacta (m. 1974).[11]
- 1900 - Barcelona: Carme Carbonell, actriu catalana de teatre i cinema (m. 1988).[12]
- 1922:
  - València: Lola Bosshard, pintora valenciana (m. 2012).[13]
  - Valls (Alt Camp): Francesc Català-Roca, fotògraf català (m. 1998).[14]
- 1929 - Roda de Ter (Osona): Miquel Martí i Pol, poeta, escriptor i traductor català (m. 2003).
- 1931 - Ocaña, Toledo: Trinidad Sánchez-Pacheco, historiadora de l'art i directora museística a Barcelona (m. 2001).[15]
- 1935 - La Garriga, Vallès Oriental: Josep Segú i Soriano, ciclista català.
- 1939 - Artà, Mallorca: Josep Melià i Pericàs, advocat, polític i escriptor mallorquí (m. 2000).
- 1946 - Barcelona: Bigas Luna, director i guionista cinematogràfic català (m. 2013).[16]
- 1957 - Barcelona: Clara Ponsatí i Obiols, economista catalana.[17]
- 1959 - Xirivella: María Jesús de Pedro Michó, arqueòloga valenciana.
- 1960 - Xàtiva, la Costera: Pep Gimeno «Botifarra», cantaor tradicional valencià.
- 1966 - Barcelona: Rut Carandell i Rieradevall, llicenciada en Dret per la Universitat de Barcelona, advocada i mediadora.[18]
- 1968 - Gelida: Jordi Llavina i Murgadas, llicenciat en Filologia Catalana per la Universitat de Barcelona, filòleg, professor, periodista i escriptor.
- 1973 - Barcelona: Meritxell Batet, advocada i política catalana, ha estat diputada i presidenta del Congrés dels Diputats.[19]
- 1977 - Barcelona: Mar Orfila, cantant catalana de rock coneguda artísticament com a Mürfila.[20]
- 1996 - Felanitx: Mariona Caldentey, futbolista mallorquina que juga com a centrecampista.[21]

Resta del món
- 1813 - Blantyre, Lanarkshire (Escòcia): David Livingstone, missioner i explorador escocès (m. 1873)[22]

- 1821 - Torquay, Regne Unit: Richard Francis Burton, cònsol britànic,explorador, traductor i orientalista britànic (m. 1890)[22]

- 1844 - Tampere: Minna Canth, escriptora i feminista finlandesa (m. 1897).[23]
- 1858 - Canton, Guandong (Xina): Kang Youwei (en xinès simplificat: 康有为) Intel·lectual, pensador, reformista i cal·lígraf que va viure durant els darrers anys de la dinastia Qing i els primers anys de la República (m. 1927)[24]
- 1868 - Cassolnovo, Llombardia: Luigi Stefano Giarda, violoncel·lista, director d'orquestra i compositor (m. 1952).
- 1873 - Brand, propo de Bayreuth, Alta Franconia, land de Baviera, Alemanya; Max Reger, compositor alemany (m. 1916).[25]
- 1883 - Chorley, Lancashire, Gran Bretanya: Walter Norman Haworth, químic britànic, Premi Nobel de Química de 1937 (m. 1950).
- 1889 - Lisboa, Portugal: Manuel II de Portugal rei de Portugal, 1908-1910) (m. 1932).
- 1891 - Los Angeles (EUA): Earl Warren jurista i polític dels Estats Units, trentè governador de Califòrnia, candidat del partit republicà a la vicepresidència dels Estats Units i catorzè president del Tribunal Suprem dels Estats Units.(m. 1974)[26]
- 1893 - Quito, Equador José María Velasco Ibarra, polític equatorià, cinc vegades president de la República. (m. 1979).[26]
- 1897 - Coligny, França: Joseph Darnand, militar i polític francès (m. 1945).
- 1905 - Mannheim, Baden (Alemanya): Albert Speer, arquitecte i ministre d'Armament de l'Alemanya nazi de 1942 a 1945 (m. 1981).[26]
- 1906 - Bremerhaven: Elisabeth Kadow, artista tèxtil alemanya, alumna de la Bauhaus.[27]
- 1907 - Nova York, Estats Units: Kent Smith, actor estatunidenc (m. 1985).
- 1915 - Ontario, Canadà: Henry Bumstead, director artístic i cap decorador estatunidenc (m. 2006).
- 1917 - Bucarest (Romania): Dinu Lipatti, pianista i compositor romanès (m. 1950).
- 1930 - Rjísxiv, Kíev, llavors Unió Soviètica: Lina Kostenko, poeta i escriptora ucraïnesa.[28]
- 1933 - Newark, Nova Jersey (EUA): Philip Roth, escriptor estatunidenc (m. 2018).[29]
- 1935 - Illa de Moçambic, província de Nampula: Lília Momplé, escriptora moçambiquesa.[30]
- 1936 - Ostermundigen, Cantó de Berna: Ursula Andress, actriu i sex symbol suïssa dels anys 1960.[31]
- 1943 - Ciutat de Mèxic (Mèxic): Mario J. Molina, químic mexicà, Premi Nobel de Química de l'any 1995.
- 1947 - Greenwich, Connecticut: Glenn Close, actriu estatunidenca.[32]
- 1953 - Athens, Geòrgia (EUA): Ricky Wilson, guitarrista original i membre fundador del grup de rock the B-52's (m. 1985).
- 1954, Nova York: Jill Abramson, periodista estatunidenca, editora a The New York Times.[33]
- 1960 - Oberland bernès, Suïssa: Maria Friedman, actriu britànica de teatre musical.[34]
- 1964 - Sendai, Miyagi, Japó, compositora, arranjadora de música per a videojocs i anime.[35]
- 1966 - Tiajin (Xina) : Qin Gang, polític xinès. Ministre d'Afers Exteriors (2023).[36]
- 1972 - Esslingen am Neckar, Alemanya: Isabelle Faust, violinista alemanya, una de les violinistes més importants del segle xxi.[37]
- 1997 - Kaunas, Lituània: Rūta Meilutytė, nedadora especialista en braça, medallista d'or olímpica, recordwoman mundial; la primera i l'única nedadora en la història a guanyar tots els títols possibles de natació en tots els grups d'edat.[38]

## Necrològiques
Països Catalans
- 1893 - Sabadell: Josep Vidal i Campaneria, alcalde de Sabadell durant la Primera República.
- 1999 - Barcelona: José Agustín Goytisolo, poeta català en llengua castellana (n. 1928).[39]
- 2001 - Barcelona: Trinidad Sánchez-Pacheco, historiadora de l'art i directora museística a Barcelona (n. 1931).[40]
- 2007 - Mèxic: Josefina Oliva Teixell, geògrafa, arqueòloga i historiadora catalana, exiliada i nacionalitzada a Mèxic (n. 1912).[41]
- 2025 - Anna Turbau, fotoperiodista catalana (n. 1949).[42]

Resta del món
- 1616 - Marienhafe, Saxònia: Johann Fabricius, metge i astrònom alemany, primer a observar les taques solars a través d'un telescopi (n. 1587).
- 1895 - Villamanrique de Tajo, Madrid: Faustina Sáez de Melgar, escriptora i periodista espanyola (n. 1834).[43]
- 1930 - Woking, Surrey (Regne Unit): Arthur Balfour, polític escocès, primer ministre del Regne Unit (1902-1905) (n. 1848).[26]
- 1931 - Athens, Geòrgiaː Lucy May Stanton, pintora estatunidenca (n. 1875).[44]
- 1946 - Mèxic: Matilde de la Torre Gutiérrez, escriptora i política socialista espanyola (n. 1884).
- 1950 - Barnt Green, Worcestershire (Anglaterra): Walter Norman Haworth, químic anglès, Premi Nobel de Química de l'any 1937 (n. 1883).
- 1965 - Bucarest (Romania): Gheorghe Gheorghiu-Dej, polític romanès, secretari general del Partit Comunista Romanès i primer ministre i president de la República Popular de Romania (n. 1901).[26]
- 1974 - Brooklyn: Anne Klein, dissenyadora de moda estatunidenca (n. 1923).[45]
- 1987 - París (França): Louis-Victor de Broglie, físic francès, Premi Nobel de Física de 1929 (n. 1892).
- 1989 - Alan Civil, intèrpret de trompa anglès.
- 1999 - Sevilla: Juanita Reina, cantant de tonades i actriu de cinema espanyola (n. 1925).[46]
- 2008
  - Sri Lanka: Arthur C. Clarke, escriptor i inventor anglès, autor de "2001. Una odissea a l'espai"..[29]
  - Antwerpen (Bèlgica): l'escriptor Hugo Claus.[47]

## Festes i commemoracions
- Onomàstica: sants Josep, espòs de Maria, patró dels fusters i dels seminaristes; Alcmund de Derby, religiós; Landoald de Haspengau, prevere (ca. 668) i els seus deixebles Adrià de Wintershoven (ca. 668) i Amanci de Haspengau, diaca (ca. 670); beat Andreu Gallerani, fundador de la fraternitat laica dels Frares de la Misericòrdia (mort 1251).
- En molts indrets del País Valencià és el dia de la cremà de les falles.
- Dia del pare.
- Fira de Sant Josep, mercat de bestiar en Ademús.
- Fira de Sant Josep, mercat de productes artesans a Castellar del Vallès.